# Quận Lake, Indiana
Quận Lake là một quận thuộc tiểu bang Indiana, Hoa Kỳ.
Quận này được đặt tên theo. Theo điều tra dân số của Cục điều tra dân số Hoa Kỳ năm 2010, quận có dân số 496.314 người, là quận đông dân thứ nhì trong tiểu bang. Quận này là nơi có một phần Indiana Dunes.. Quận cũng có các cộng đồng công nhân của Marktown, Clayton Markở Đông Chicago. Quận là một phần Tây Bắc Indiana và vùng đô thị Chicago. Quận gồm có các khu vực hỗn hợp đô thị, ngoại ô và nông thôn. Quận lỵ đóng ở Crown Point.6.

## Địa lý
Theo Cục điều tra dân số Hoa Kỳ, quận có diện tích 1623 km2, trong đó có 330 km2 là diện tích mặt nước.